# قلعه واکاسا اونیگا
قلعه واکاسا اونیگا (به ژاپنی: 若桜鬼ヶ城, Wakasa Oniga-jō Castle) در دوره سنگوکو یک قلعه در بالای تپه در استان توتوری در ژاپن بود. در ماه ششم از سال ۱۵۷۵ یاماناکا یوکیموری وارد قلعه شد اما با حمله به خاندان موری قلعه را رها کرد. از این قلعه تنها دیوارهای سنگی و خندق باقی مانده‌است. در سال ۲۰۱۷ این قلعه به فهرست ادامه صد قلعه برتر ژاپنی اضافه شده‌است.